# 米国慣用単位
米国慣用単位（べいこくかんようたんい、英語: United States customary units、USCS: United States customary system）は、アメリカ合衆国で一般的に使用されている計量単位である。日本においてヤード・ポンド法と呼ばれているものの一つである。
米国慣用単位は、アメリカ合衆国が独立する以前のイギリス帝国で使用されていたイギリス単位から発展したものである。1824年にイギリス単位はいくつかの単位の定義を変更して帝国単位(imperial system)に改められたが、18世紀に既に独立していたアメリカ合衆国には適用されなかった。そのため、米国慣用単位と帝国単位では、対応する単位で若干の違いがある。
ほとんどの慣用単位は、メートルやキログラムに基づいて再定義されている。これは、1893年のメンデンホール指令によるものであり、実際にはそれ以前から進められていた。これらの定義は、1959年の国際ヤード・ポンドの合意によって精緻化された。
アメリカ人は、商業活動や個人および社会的な使用のために主に慣用単位を使用する。科学、医療、工業の多くの分野と政府の一部において、メートル法が使用される。アメリカ国立標準技術研究所(NIST)では、ほとんどの用途でメートル法の最新の形である国際単位系(SI)を使用している。

## 歴史
米国慣用単位は、イギリスの帝国単位と類似している。これはどちらも、アメリカ独立以前に使用されていたイギリス単位に由来するためであり、さらにそれは、古代ローマやアングロ＝サクソンの単位に起源を持つ。
米国慣用単位は、19世紀後半に、アメリカに拠点を置くInternational Institute for Preserving and Perfecting Weights and Measuresによって擁護された。慣用単位の主唱者は、フランス革命的なシステム（メートル法）を無神論的であるとみなした。オハイオの研究所の補助者は、「あらゆる『メートル法』のたくらみを打ち負かせ("down with every 'metric' scheme")」「完全なインチ、完全なパイント("A perfect inch, a perfect pint")」のような言い回しの詩を発表した。
ある慣用単位の支持者は、慣用単位を「神が唯一認める、正当な度量衡("a just weight and a just measure, which alone are acceptable to the Lord.")」と呼んだ。
1988年、アメリカ政府は包括通商・競争力法を可決した。その法律では、メートル法を「アメリカの取引・通商のための好ましい度量衡のシステム」としている。工業が「自発的に」メートル法に転換する（メートル法化する）のを助ける義務が連邦政府にはあると、法律には書かれている。CIAのザ・ワールド・ファクトブックによれば、アメリカ合衆国はメートル法を主たる度量衡として採用していない3つの国のうちの一つである（他はリベリアとミャンマー）。
慣用単位は、アメリカ合衆国の消費者製品や工業生産において広く使われている。メートル法は、科学・医療・工業と軍隊を含む政府の多くの部門における標準である。
大工や建設業界では、メートル法の使用に対する裏付けに乏しい反対論がある。それは、インチなら整数値と分数の和でミリメートルよりも覚えやすいとか、フィートとインチによる計測は、長さを2分の1、3分の1、4分の1に分割するのに便利であるとか言うものである。
他のヨーロッパの国でも、米国慣用単位と似た名前を持ち、米国慣用単位と同様にゲルマン民族や古代ローマに起源を持つ慣用単位を、公式または非公式に持っている。しかし、これらの単位は、それが表す大きさが異なっていることがある。例えば、マイルはアメリカのマイルに対して半分から5倍までの開きがある。フィートやポンドでも同様である。本項では、アメリカで広く使用されているか、公式に定義されている単位のみを扱う。

## 単位

### 長さ
| 単位                                     | 定義                | SI換算            |
| ---------------------------------------- | ------------------- | ----------------- |
| 太字は正確な値であることを示す           |                     |                   |
| 国際                                     |                     |                   |
| ポイント (p) point                       |                     | 352.777778 µm     |
| パイカ (P̸) pica                          | 12 p                | 4.233333 mm       |
| インチ (in) inch                         | 6 P̸                 | 25.4 mm           |
| フィート (ft) foot                       | 12 in               | 0.3048 m          |
| ヤード (yd) yard                         | 3 ft                | 0.9144 m          |
| マイル (mi) mile                         | 5280 ft , 1760 yd   | 1.609344 km       |
| 測量                                     |                     |                   |
| リンク (li) link                         | 33⁄50 ft , 7.92 in  | 0.2012 m          |
| 測量フィート (ft) (survey) foot          | 1200⁄3937 m         | 0.30480061 m      |
| ロッド (rd) rod                          | 25 li , 16.5 ft     | 5.02921 m         |
| チェーン (ch) chain                      | 4 rd , 66 ft        | 20.11684 m        |
| ハロン (fur) furlong                     | 10 ch               | 201.1684 m        |
| 測量マイル (mi) survey (or statute) mile | 8 fur               | 1.609347218694 km |
| リーグ (lea) league                      | 3 mi                | 4.828042 km       |
| 国際海事                                 |                     |                   |
| ファゾム (ftm) fathom                    | 2 yd                | 1.8288 m          |
| ケーブル (cb) cable                      | 120 ftm , 1.091 fur | 219.456 m         |
| 海里 (NM, nmi) nautical mile             | 8.439 cb , 1.151 mi | 1.852 km          |

慣用単位の長さの単位で日常的によく使われるのは、インチ・フィート・ヤード・マイルの4つである。1959年7月1日、測量の用途を除いて1ヤードは正確に0.9144メートルと定められた。アメリカ、イギリスと他のイギリス連邦諸国はこの定義（国際ヤード）に同意した。

#### 測量フィート・測量マイル
国際ヤードが英語圏で導入されたとき、北アメリカの基本的な測地系は1927年の北米測地系(NAD27)だった。これは、1893年のメンデンホール指令で定義されたフィート（1フィート=1200⁄3937メートル）に基づく三角測量によって構築された。このフィートの定義はNAD27に由来するデータのために保持され、国際ヤードに基づく国際フィートとの区別のために「米国測量フィート」(US survey foot)と改称された。国際フィートと測量フィートの差はほんのわずかで、ほとんどの目的において無視できる。1 国際フィートは正確に0.999 998 測量フィートであり、1マイルにつき約3.219ミリメートルの差しか生じない。しかし、数百マイルをカバーすることもある国家平面座標系(SPCS)には影響を及ぼす。
NAD27は1980年代に1983年の北米測地系(NAD83)によって置き換えられた。NAD83はメートルに基づいている。SPCSも更新されたが、国立測量局は、（測量にフィートを使用する場合）どのフィートの定義を使うかの決定は各州に委ねた。結果、全ての州でメートルによるSPCSを採用したものの、7つの州は測量フィート、8つの州は国際フィートによるSPCSもあわせて採用した。他の42の州はメートルによるSPCSのみを使用する。
測量フィート・測量マイルは2022年12月31日をもって廃止され、国際フィート・国際マイルに全面移行された。

### 面積
| 単位                                              | 定義                             | SI換算        |
| ------------------------------------------------- | -------------------------------- | ------------- |
| 太字は正確な値であることを示す                    |                                  |               |
| 平方測量フィート (sq ft , ft2) square survey foot | 144 平方インチ                   | 0.09290341 m2 |
| 平方チェーン (sq ch , ch2) square chain           | 4356 sq ft (survey) , 16 sq rods | 404.6873 m2   |
| エーカー acre                                     | 43560 sq ft (survey) , 10 sq ch  | 4046.873 m2   |
| セクション section                                | 640 acres , 1 sq mile (survey)   | 2.589998 km2  |
| サーベイ・タウンシップ (twp) survey township      | 36 sections , 4 sq leagues       | 93.23993 km2  |

最も広く使用されている面積の単位はエーカーであり、この単位は長さの単位とは無関係な単位名称になっている。アメリカ国立標準技術研究所は、面積の慣用単位は国際フィートではなく測量フィートに基づいて定義されていると注意している。右表の換算率は、アスティン（1968年7月27日）と国立標準技術研究所（2008年）に基づく。

### 体積
| 体積（一般）                            | 体積（一般）               | 体積（一般）                      |
| 単位                                    | 定義                       | SI換算                            |
| --------------------------------------- | -------------------------- | --------------------------------- |
| 立方インチ (cu in) , (in3) cubic inch   |                            | 16.387064 mL                      |
| 立方フィート (cu ft) , (ft3) cubic foot | 1728 cu in                 | 28.31685 L                        |
| 立方ヤード (cu yd) , (yd3) cubic yard   | 27 cu ft                   | 764.554857984 L 0.764554857984 m3 |
| エーカー・フィート (acre ft) acre-foot  | 43560 cu ft 1613.333 cu yd | 1.233482 ML 1233.482 m3           |

体積の単位では、立方インチ・立方フィート・立方ヤードがよく用いられる。これらとは別に、液量と乾量のための単位が存在する。
立方インチ・立方フィート・立方ヤード以外の体積の単位は、帝国単位と同じ名前でも大きさが異なっている。また、慣用単位では液量と乾量とで同じ名前でも大きさが異なっているが、帝国単位では1種類のみである。

#### 液量
| 液量                                                                        | 液量                                          | 液量               |
| --------------------------------------------------------------------------- | --------------------------------------------- | ------------------ |
| 斜体は、よく使われる単位であることを示す。 太字は正確な値であることを示す。 |                                               |                    |
| 単位                                                                        | 定義                                          | SI換算             |
| ミニム (min) minim                                                          | およそ1ドロップ 0.95グレーンの水の体積        | 61.611519921875 μL |
| 米液量ドラム (fl dr) US fluid dram                                          | 60 min                                        | 3.6966911953125 mL |
| ティースプーン (tsp) teaspoon                                               | 80 min                                        | 4.92892159375 mL   |
| テーブルスプーン (Tbsp) tablespoon                                          | 3 tsp , 4 fl dr                               | 14.78676478125 mL  |
| 米液量オンス (fl oz) US fluid ounce                                         | 2 Tbsp 1.0408オンスの水の体積                 | 29.5735295625 mL   |
| 米ショット (jig) US shot                                                    | 3 Tbsp                                        | 44.36029434375 mL  |
| 米ジル (gi) US gill                                                         | 4 fl oz                                       | 118.29411825 mL    |
| カップ (cp) US cup                                                          | 2 gi , 8 fl oz                                | 236.5882365 mL     |
| 米液量パイント (pt) US liquid pint                                          | 2 cp 16.65オンスの水の体積                    | 473.176473 mL      |
| 米液量クォート (qt) US liquid quart                                         | 2 pt                                          | 0.946352946 L      |
| 米液量ガロン (gal) US liquid gallon                                         | 4 qt , 231 cu in                              | 3.785411784 L      |
| 液量バレル (bbl) liquid barrel                                              | 31.5 gal , 1⁄2 hogshead                       | 119.240471196 L    |
| 石油バレル (bbl) oil barrel                                                 | 42 gal , 2⁄3 hogshead                         | 158.987294928 L    |
| ホッグスヘッド hogshead                                                     | 63 gal , 8.421875 cu ft 524.7ポンドの水の体積 | 238.480942392 L    |

1米液量オンスは1⁄16米パイント、1⁄32米クォート、1⁄128米ガロンに等しい。ティースプーン、テーブルスプーン、カップは、それぞれ1液量オンスの1⁄6、1⁄2、および8倍として定義されている。液量オンスは元々質量1オンス（常衡）の水の体積として定義されたために「オンス」という名前になっているが、慣用単位では1⁄128米ガロンとして定義された。そのため、1液量オンスの水の質量は約1.041オンスになっている。
「世界中で1パイントは1ポンド("a pint's a pound the world around")」という言い回しは、1米パイント（16米液量オンス）の水の重さが約1ポンド（実際には4%ほど多い）であるという意味である。1英パイントの水は20オンス（1ポンドと1クォーター）である。

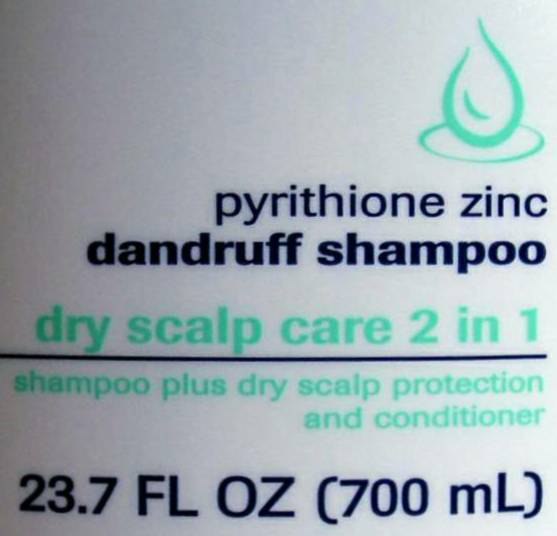
23.7米液量オンス(700 mL)入りのシャンプーのボトル。慣用単位とメートル法の単位が併記されている。

バレルは、量る物によってその値が異なる。ビールの場合は31ガロン、ウィスキや灯油の場合は40ガロン、石油の場合は42ガロンなどである。液量のための一般的なバレルの基準は、31.5ガロンまたは0.5ホッグスヘッドである。基準でないが、様々な製品や廃棄物を保存して輸送するための一般的な55ガロン入りのドラム缶の容積は1バレルと時々混同される。
アメリカでは、飲料は通常液量オンス単位で測られる。牛乳は、通常半パイント（8液量オンス）、パイント、クォート、半ガロン、ガロンの単位で販売される。シンク、浴槽、池、プールなどの水量は、通常ガロンや立方フィートで測られる。気体の量は、通常立方フィート（1気圧下において）で与えられる。ミニム、ドラム、ジルは、現在はめったに使われない。ジルは、「ハーフカップ」としばしば呼ばれる。

#### 乾量
| 乾量                        | 乾量                  | 乾量        |
| 単位                        | 定義                  | SI換算      |
| --------------------------- | --------------------- | ----------- |
| 乾量パイント (pt) dry pint  | 33.60 cu in           | 0.5506105 L |
| 乾量クォート (qt) dry quart | 2 pt                  | 1.101221 L  |
| 乾量ガロン (gal) dry gallon | 4 qt , 268.8025 cu in | 4.404884 L  |
| ペック (pk) peck            | 2 gal                 | 8.809768 L  |
| ブッシェル (bu) bushel      | 4 pk , 1.244 cu ft    | 35.23907 L  |
| 乾量バレル (bbl) dry barrel | 7056 cu in , 3.281 bu | 115.6271 L  |

小さな果物や野菜は、しばしば乾量パイントや乾量クォートの単位で販売される。米乾量ガロンはあまり用いられておらず、多くの州で測定法の典拠と認めるハンドブックに含まれていない。ペックやブッシェルは、特に農業地域のブドウ、リンゴなどの果物の計量に時々用いられる。

### 質量
| 種類                                                                        | 単位                                          | 定義                        | SI換算            |
| --------------------------------------------------------------------------- | --------------------------------------------- | --------------------------- | ----------------- |
| 常衡                                                                        | グレーン (gr) grain                           | 1⁄7000 lb                   | 64.79891 mg       |
| 常衡                                                                        | ドラム (dr) dram                              | 27+11⁄32 gr or 8.859 carats | 1.7718451953125 g |
| 常衡                                                                        | オンス (oz) ounce                             | 16 dr                       | 28.349523125 g    |
| 常衡                                                                        | ポンド (lb) pound                             | 16 oz                       | 453.59237 g       |
| 常衡                                                                        | ハンドレッドウェイト (cwt) US hundredweight   | 100 lb                      | 45.359237 kg      |
| 常衡                                                                        | ロングハンドレッドウェイト long hundredweight | 112 lb                      | 50.80234544 kg    |
| 常衡                                                                        | トン（ショートトン） short ton                | 20 US cwt , 2000 lb         | 907.18474 kg      |
| 常衡                                                                        | ロングトン long ton                           | 20 long cwt , 2240 lb       | 1016.0469088 kg   |
| 金衡                                                                        | グレーン (gr) grain                           | 1⁄7000 lb av , 1⁄5760 lb t  | 64.79891 mg       |
| 金衡                                                                        | ペニーウェイト (dwt) pennyweight              | 24 gr , 7.776 carats        | 1.55517384 g      |
| 金衡                                                                        | トロイオンス (oz t) troy ounce                | 20 dwt                      | 31.1034768 g      |
| 金衡                                                                        | トロイポンド (lb t) troy pound                | 12 oz t , 13.17 oz av       | 373.2417216 g     |
| 斜体は、よく使われる単位であることを示す。 太字は正確な値であることを示す。 |                                               |                             |                   |

歴史的に、イギリス単位には以下の5種類の質量の単位の系列がある。
- タワー衡 (tower system)
- 薬衡 (apothecaries' system)
- トロイ衡（金衡） (troy system)
- 常衡 (avoirdupois system)
- メートル法化 (metric system)

これらのうち、アメリカで最も一般に使われるのは常衡である。他に、貴金属の計量には金衡（トロイ衡）が用いられる。かつて薬剤師は薬衡を使用していたが、これはメートル法に置き換えられた。タワー衡はイギリスで1527年に禁止令が出されて使用されなくなっていたため、アメリカでは使用されたことがない。
慣用単位の質量の基準である常用ポンド（常衡のポンド）は、正確に453.59237 グラムと定義されている。これは、1959年のアメリカ・イギリスおよび英語圏諸国の間で結ばれた協定による。他の質量の単位は、これを基準に定義されている。
常用ポンドは法的には質量の単位である。しかし、実際には力の単位としても用いられている。ほとんどの場合、「ポンド」は質量の単位として用いられているが、文脈によっては重量ポンドの意味で「ポンド」という言葉が使用される。スラグ(slug)は、重量ポンドから定義された質量の単位である。
金衡・薬衡・常衡は同じ単位、グレーンから組み立てられており、どの系でもグレーンの大きさは同じである。しかし、それぞれの系で同じ名前の単位があっても（オンスとポンドは全ての系にある）、グレーンとの比率は系により異なる。例えば、薬衡と金衡の間で、ポンドとオンスは同じ大きさであるが、常衡のポンド・オンスとは異なる。
グレーンとオンスの間で、それぞれの系により異なる単位を持つ（薬衡はスクラプル(scruple)とドラム(dram)、トロイ衡はペニーウェイト(pennyweight)、常衡はドラム(dram, drachm)）。常衡のドラムは、薬衡のドラムの半分以下である。体積の単位の液量ドラムは、薬衡の1ドラムの水の重さに基づく。
混乱を軽減するために、常衡以外の単位を使用するときは系を明示するのが一般的である。例えば、貴金属は金衡で計量されるが、単に「オンス」と書くと常衡の意味に取られてしまうので、明示的に「トロイオンス」と表示する。
ポンドとそれ以下の単位では、米国慣用単位とイギリスの帝国単位は同じである。しかし、ポンドより大きな単位では、同じ名前の単位でも値が異なる。
アメリカでは、オンス・ポンド・トン（ショートトン）が広く用いられる。ハンドレッドウェイトは農業や貿易で用いられる。グレーンは、小銃の弾薬の推進体と発射体の質量を記述するのに用いられる。また、薬品や他の非常に少ない質量を計るのにも用いられる。

#### 穀物
農業分野において、ブッシェルは、体積1ブッシェル分の質量の単位として用いられる。よって、穀物の密度によって1ブッシェルの質量は異なることになる。
- トウモロコシ : 56 lb ≈ 25.4012 kg
- 小麦 : 60 lb ≈ 27.2155 kg
- 大麦 : 48 lb ≈ 21.7724 kg

取引においては、1ブッシェルはこれらの名目の重さを指すのに用いられる語であるが、これさえ異なる。オート麦について、カナダは34ポンドのブッシェルを使い、アメリカでは32ポンドのブッシェルを使う。

### 調理用
| 計量器                        | オーストラリア | カナダ | イギリス   | アメリカ   | アメリカFDA |
| ----------------------------- | -------------- | ------ | ---------- | ---------- | ----------- |
| ティースプーン Teaspoon       | 5 mL           | 5 mL   | 4.74 mL    | 4.93 mL    | 5 mL        |
| デザートスプーン Dessertspoon | 10 mL          | —      | 9.47 mL    | —          | —           |
| テーブルスプーン Tablespoon   | 20 mL          | 15 mL  | 14.21 mL   | 14.79 mL   | 15 mL       |
| 液量オンス Fluid ounce        | —              | —      | 28.41 mL   | 29.57 mL   | 30 mL       |
| カップ Cup                    | 250 mL         | 250 mL | 284.13 mL  | 236.59 mL  | 240 mL      |
| パイント Pint                 | —              | —      | 568.26 mL  | 473.18 mL  | —           |
| クォート Quart                | —              | —      | 1136.52 mL | 946.35 mL  | —           |
| ガロン Gallon                 | —              | —      | 4546.09 mL | 3785.41 mL | —           |

アメリカやその他の国で調理用の計量に用いられるのはティースプーン、テーブルスプーン、カップであり、その半分、3分の1、4分の1、8分の1として量が指定されることもある。ポンド、オンス、液量オンスのような単位や、1缶（量は製品により異なる）、1瓶、1かけ（チョコレートなら約1常用オンス）、1本（バターなら約4常用オンス）のような単位、また野菜や果物については半分や1個といった単位も使用される。

### 温度
アメリカの温度の計量には、科学のほとんどの分野以外では華氏度（ファーレンハイト度）が使用される。熱力学では絶対温度の単位としてランキン度が使われることもある。科学者は世界的にケルビンや摂氏度（セルシウス度）を使用する。アメリカのいくつかの工業規格は華氏度で表記されている。アメリカの医師は体温を華氏度で計測する。
華氏度と摂氏度の関係は線形的であるが、0度の点が異なるため（1気圧において、水の融点は32 °F = 0 °C、沸点は212 °F = 100 °C）、単に係数を掛けるだけでは換算ができない。換算式は以下のようになる。
- {\displaystyle F={\frac {9}{5}}C+32}
- {\displaystyle C={\frac {5}{9}}(F-32)}

### その他
- 1 ボードフィート = 1 ft × 1 ft × 1 in = 2359.737216 cm3
- 1 英熱量単位 (Btu) ≈ 1055 J
- 1 冷凍トン (12,000 Btu/h) = 3.517 kW
- 1 カロリー (cal) = 4.184 J　（熱化学カロリー）
- 1 食品カロリー（キロカロリー、大カロリー） (kcal, Cal) = 4.184 kJ　　（熱化学カロリー）
- 1 フィート重量ポンド  = 1.3558179483314004 J ≈ 1.356 J
- 1 ハンド = 4 in = 10.16 cm
- 1 馬力 ≈ 745.7 W
- 1 R値（英語版） (ft2·°F·h/Btu) ≈ 0.1761 RSI (K·m2/W)
- 1 スラグ = 1 lbf·s2/ft
- 1 U（ラックユニット（英語版）） = 1.75 in = 44.45 mm
- フィート重量ポンド(ft-lb)や重量ポンド毎平方インチ(psi)など、組立単位もよく使われる。これらは、上記の基本的な単位に基づいて定められる。

商業において、大さきの系列が様々な商品で使われており、それらのいくつかはアメリカ独自のものである。
- アメリカの服のサイズ（英語版）
- 米国ワイヤゲージ規格
- アイスクリームのディッシャーのサイズ。何すくいで1クォートになるかで大きさを表す。

## 米国慣用単位の他の名称
アメリカ合衆国の法令では、慣用単位は"traditional systems of weights and measures"（度量衡の伝統的な系）と呼ばれている。
アメリカで慣用単位は"Standard"（標準）、"Customary"（慣用）と言及されるほか、誤って"Imperial"（帝国）、"English"（イギリス）とも呼ばれる。
cgs単位系（センチメートル・グラム・秒）やMKS単位系（メートル・キログラム・秒）と対比してFPS単位系（フィート・ポンド・秒）とも呼ばれる。
インチ単位による工具や金具は、メートル法の単位による物と区別して「SAEボルト」や「SAEスパナ」のように呼ばれることがある。SAEとはSociety of Automotive Engineers（自動車技術者協会、現 SAE International）のことで、SAEがアメリカの自動車産業のために金具の標準を慣用単位で定めたことに由来する。SAEは現在ではメートル法を使用している。